# Helvi Leiviskä
Helvi Leiviskä (Hèlsinki, 25 de maig del 1902 - 12 d'agost 1982) va ser una pianista i compositora finlandesa.
Va estudiar composició a l'Institut de Música de Hèlsinki (ara Acadèmia Sibelius) amb Erkki Melartin (1919-27) i va continuar els estudis a Viena amb Arthur Willner (1928-29). Va treballar com a bibliotecària a la mateixa Acadèmia Sibelius i com a crítica musical.
El seu debut com a concertista va tenir lloc el 1935 amb un concert de les seves pròpies composicions. Els seus primers treballs són romàntics, però després de la Segona Guerra Mundial va desenvolupar un gran estil contrapuntístic que en els últims treballs es mouen cap a la tonalitat lliure; al mateix temps, la seva música es va tornar més seriosa, de vegades fins i tot austera. Les principals composicions de Leiviskä inclouen tres simfonies (1947, 1954 i 1971) i -potser el seu millor treball conegut- la Simfonia brevis (1962), una peça d'un sol moviment amb una triple fuga final. La seva producció també inclou treballs corals, cançons i música per a piano i càmera.
També va exercir la pedagogia, tenint entre els seus alumnes a Leo Funtek.
El principal editor de la seva música és la Societat de Radiodifusió Finlandesa.

## Treballs seleccionats
- Folk Dance Suite (Kansantanssisarja) per a orquestra, 1929.
- Triple fuga per a orquestra, 1938.
- Simfonia brevis per a orquestra, 1962.
- Concert per a piano, 1935.
- Simfonia núm. 1, 1947.
- Simfonia núm. 2, 1954.
- Simfonia núm. 3, 1971.
- The Lost Continent (Mennyt manner) per a cor i orquestra, 1957.

## Discografia
- Helvi Leiviskä: Violin Sonata - Piano Quartet - Symphony No. 3. Finlandia Classics FINCLA-1 (2012).